# Campylostelium brachycarpum
Campylostelium brachycarpum är en bladmossart som beskrevs av Iwatsuki, Tateishi och Tad. Suzuki 1999. Campylostelium brachycarpum ingår i släktet Campylostelium och familjen Ptychomitriaceae. Inga underarter finns listade i Catalogue of Life.